# Jakowenkowe (obwód charkowski)
Jakowenkowe (ukr. Яковенкове) – wieś na Ukrainie, w obwodzie charkowskim, w rejonie iziumskim. W 2001 liczyła 1126 mieszkańców, spośród których 1010 posługiwało się językiem ukraińskim, 107 rosyjskim, 1 mołdawskim, 1 węgierskim, 2 białoruskim, 4 ormiańskim, a 1 romskim.